# Tom Rolston
Pour les articles homonymes, voir Rolston.
Thomas Rolston (31 octobre 1932-29 mai 2010) est un violoniste et chef d'orchestre canadien.

## Biographie
Après des études avec Douglas Stewart, Roman Totenberg et David Martin, Rolston devient membre de l'Orchestre Philharmonia (1951-1958). Il est ensuite premier violon (1958-1960) et chef d'orchestre associé pour l'orchestre symphonique d'Edmonton (Edmonton Symphony Orchestra (en)) jusqu'en 1964. Il enseigne à l'Université de l'Alberta à Edmonton jusqu'en 1979 où il devient premier directeur de musique pour le Banff Centre for Arts and Creativity (en). À Banff, Rolston est également responsable du département des cordes ainsi que coordinateur et directeur musical et supervisant les programmes d'été du centre jusqu'à sa retraite de l'organisme en 2004. Il crée le Canadian Chamber Orchestra et introduit la méthode Suzuki pour l'apprentissage du violon au Canada. Il fonde également la Society for Talent Education en 1964. Il retourne à l'enseignement à l'université de Calgary entre 1988 et 1991,,.